# Amphicnemis
Amphicnemis là một chi Odonata trong họ Coenagrionidae.

## Các loài
Amphicnemis gồm 30 loài:
- Amphicnemis amabilis Lieftinck, 1940
- Amphicnemis annae Lieftinck, 1940
- Amphicnemis bebar Dow, Choong & Ng, 2010
- Amphicnemis bicolor (Martin, 1897)
- Amphicnemis billitonis Lieftinck, 1940
- Amphicnemis bonita (Needham & Gyger, 1939)
- Amphicnemis braulitae Villanueva, 2005
- Amphicnemis cantuga (Needham & Gyger, 1939)
- Amphicnemis circularis Lieftinck, 1974
- Amphicnemis dactylostyla Lieftinck, 1953
- Amphicnemis dentifer (Needham & Gyger, 1939)
- Amphicnemis ecornuta Selys, 1889
- Amphicnemis erminea Lieftinck, 1953
- Amphicnemis flavicornis (Needham & Gyger, 1939)
- Amphicnemis furcata Brauer, 1868
- Amphicnemis glauca Brauer, 1868
- Amphicnemis gracilis Krüger, 1898
- Amphicnemis hoisen Dow, Choong & Ng, 2010
- Amphicnemis incallida (Needham & Gyger, 1939)
- Amphicnemis isabela Gapud, 2006
- Amphicnemis kuiperi Lieftinck, 1937
- Amphicnemis lestoides Brauer, 1868
- Amphicnemis madelenae Laidlaw, 1913
- Amphicnemis mariae Lieftinck, 1940
- Amphicnemis martini Ris, 1911
- Amphicnemis pandanicola Lieftinck, 1953
- Amphicnemis platystyla Lieftinck, 1953
- Amphicnemis remiger Laidlaw, 1912
- Amphicnemis smedleyi Laidlaw, 1926
- Amphicnemis wallacii Selys, 1863